# Igor Lavrov
Igor Viktorovich Lavrov (em russo:  Игорь Викторович Лавров; Stavropol, 4 de junho de 1973) é um handebolista profissional da Rússia, campeão olímpico.
Nos Jogos Olímpicos de 2000, em Sydney, Igor Lavrov fez parte da equipe russa que sagrou-se campeã olímpica. Com duas partidas e 21 gols.